# 莊則棟
莊則棟（1940年8月25日—2013年2月10日），江苏扬州人，中國男子乒乓球運動員。自幼喜爱乒乓球运动，14岁加入北京市少年宫业余体校乒乓球小组，1957年入选北京市乒乓球队，同年参加全国比赛，1959年入选中国青年乒乓球队；庄则栋曾获得第26—28届世乒赛男子单打冠军，是二十世纪60—70年代中国男子乒乓球队主力队员之一；1971年4月，在日本参加第31届世乒赛期间，结交美国运动员，開啟乒乓外交；曾任国家体委主任，中共十届中央委员，第三、四届全国人大代表。

## 生平

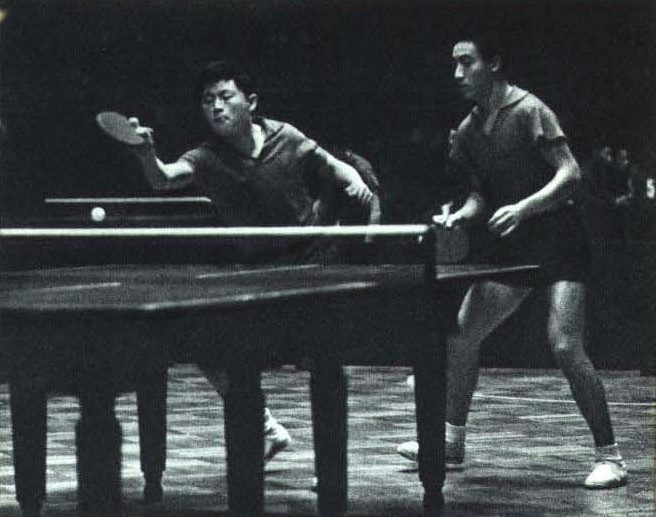
1964年的徐寅生与庄则栋

三次蟬聯男子單打冠軍（三次決賽均戰勝國家隊隊友李富榮），成為中國第一個在該項比赛上獲得“三連冠”的人。他亦是中美「乒乓外交」中方的代表（美方的代表是科恩）。1974年至1976年任国家体委主任。文革结束后，被隔离审查四年，著有《闯与创》总结他的乒乓球技法及心得。
2004年科恩因心臟搭橋手術失敗病逝，享年52歲，莊則棟亦致電表示慰問。後來2007年莊則棟出訪美國並會見科恩的母親，並向其表示沒有在科恩生前與他再見為「畢生遺憾」。
莊則棟自2008年被診斷為肝癌晚期後，在北京、上海多所醫院治療後，於2012年8月29日入住北京佑安醫院治療，經新華社記者唐師曾以博客把莊的情況與費用引致的家庭困難對外曝光後，莊以親筆簽名信謝絕外界幫助捐贈；2013年初病情惡化，終於2月10日下午17:06逝世，享年72岁，骨灰於同年重陽節（10月13日）早上安葬於昌平区之鳳凰山陵園。

## 家族
养外祖父上海犹太大亨哈同，1931年逝；养外祖母罗迦陵
- 嫡母罗馥贞，1993年逝；生父庄惕深，1981年逝[6][7][8]
  - 大哥庄则敬，话剧演员，1993年逝；娶茅君瑶[5][8][9][10]
    - 独子旅日[11]

  - 二哥庄则忠，舞台美术[9]
  - 大姐庄则君，居美国洛杉矶，曾在台湾担任广播电台的播音员和节目主持人[12][13]
  - 姐妹庄则煌，居美国[14][15]
- 生母雷仲如；生父庄惕深，1981年逝[6][7]
  - 莊則棟，2013年逝[16]；前妻鮑蕙蕎[17]
    - 一子莊飆，一女莊嵐[17]

  - 莊則棟與第二任妻子佐佐木敦子於1987年12月19日在北京結婚[18]
  - 妹妹庄则平，中国美术馆义务讲解员[19][20]

## 逸事
莊則棟最為擅長的乒乓球技巧，時常與外國國賓切磋球技時顯現：發球時把球拋高，快速跑繞球桌一圈後返回自己桌面，球拍適時接球击出，令外賓大開眼界嘆為觀止。
2009年夏，庄则栋在被《中国体育报》记者采访时提到，毛泽东曾经称呼其为“我的莊爷爷”，但是在2009年7月21日《中国体育报》第三版报道中，编辑未经其同意改成“我的莊则栋”，庄则栋对此在其博客中表示不满，认为是“随意更改领袖的话，歪曲了历史，欺骗了群众”。

## 家庭
- 前妻：鲍蕙荞（1940年-），出生于四川省犍为县五通镇；中央乐团的钢琴演奏家；鲍惠荞与莊則棟1959年相识，1967年结婚。他们的儿子庄彪、女儿庄岚，受母亲薰陶，都喜爱音乐，常练习钢琴和小提琴。庄、鲍二人已于1985年2月离异。
  - 儿子：庄彪
  - 女儿：庄岚
- 第二任妻子：佐佐木敦子（1944年10月10日-），1944年10月10日出生于沈阳。1985年2月前妻与庄则栋离婚。当时庄则栋刚从关押的山西落实政策，到北京市教育局下属的少年宫当体育老师。佐佐木敦子与莊則棟1985年在北京市少年宫重逢，两人开始恋爱。当时北京不给庄则栋发护照，不许庄则栋出国，最终邓小平批准，才得以成婚。1987年12月19日，佐佐木敦子放弃日本国籍，加入中国国籍，领取身份证并于当天和庄先生结婚，定居北京。佐佐木敦子没有儿女。2016年，莊則棟墓碑金字被不明人士噴黑，鉴于其遺孀佐佐木敦子為日本人，其友人推測可能是反日人士所為[22][23]。

## 扩展阅读
- 关鸿、黄伟康，《乒乓启示录——庄则栋在“文革”中》，江苏文艺出版社1986年11月1版
- 庄则栋、钮琛，《闯与创》
- 庄则栋、佐佐木敦子，《庄则栋与佐佐木墩子》和《邓小平批准我们结婚》
- 庄则栋，《庄则栋自述》（收集庄则栋精华博文）
- 鲁光，《沉浮庄则栋》，人民文学出版社2014年

## 外部連結
- 莊則棟的新浪博客